# Оксид протактиния(V)-трилития
Оксид протактиния(V)-трилития — двойной оксид протактиния и лития с формулой Li3PaO4.

## Получение
- Спекание стехиометрических количеств оксид протактиния(V) и оксида лития:

{\displaystyle {\mathsf {3Li_{2}O+Pa_{2}O_{5}\ {\xrightarrow {600^{o}C}}\ 2Li_{3}PaO_{4}}}}

## Физические свойства
Кристаллизуется в тетрагональной сингонии, параметры ячейки a = 0,452 нм, c = 0,848 нм, Z = 1, структура типа оксида урана(V)-трилития Li3UO4.